# Liste der All-Star-Teams bei Eishockey-Weltmeisterschaften der Frauen

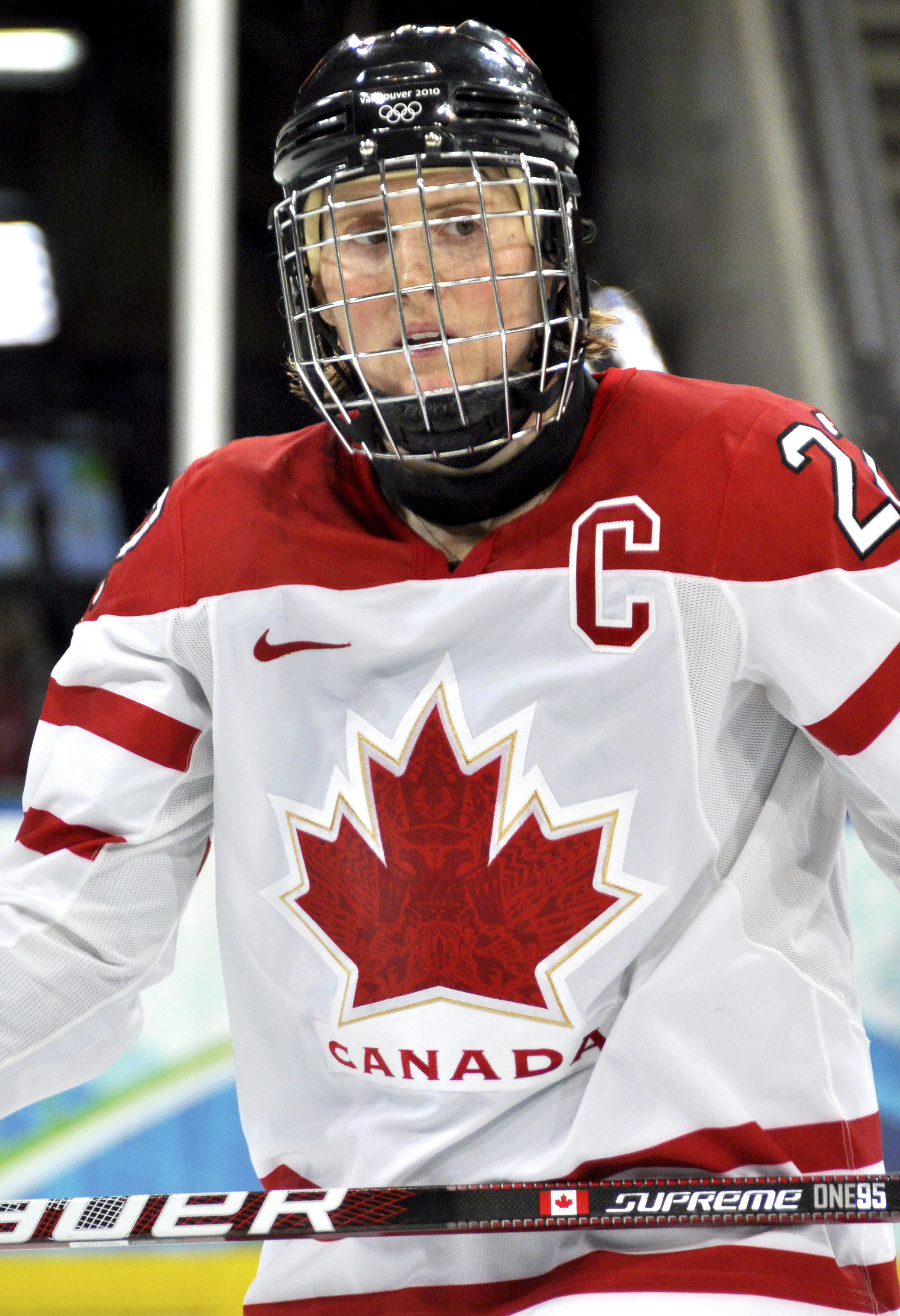
Hayley Wickenheiser wurde bisher (2013) siebenmal in ein All-Star-Team gewählt.

Die IIHF-Eishockey-Weltmeisterschaft der Frauen wird in nicht-olympischen Jahren ausgetragen. Die erste Frauen-Weltmeisterschaft wurde 1990 ausgetragen, ab 1997 wurde diese jährlich (wenn keine Olympischen Winterspiele stattfinden) ausgetragen. Am Ende dieser Turniere werden neben individuellen Spielertrophäen (Directorate Awards) meist sogenannte All-Star-Teams gewählt, dabei werden jeweils eine Torhüterin, zwei Verteidigerinnen sowie drei Stürmerinnen ausgezeichnet.
Das All-Star-Team wird durch akkreditierte Medienvertreter (Journalisten) per Wahl bestimmt, es gibt jedoch – im Gegensatz zu den Spielertrophäen – keine öffentliche Ehrung der Spielerinnen.
Quelle:  Hockey Canada
| Jahr | Tor                                                                     | Abwehr                                                                  | Angriff                                                                 |
| ---- | ----------------------------------------------------------------------- | ----------------------------------------------------------------------- | ----------------------------------------------------------------------- |
| 1990 | keine Ernennung des All-Star-Teams                                      | keine Ernennung des All-Star-Teams                                      | keine Ernennung des All-Star-Teams                                      |
| 1992 | Manon Rhéaume                                                           | Geraldine Heaney – Ellen Weinberg                                       | Angela James – Riikka Nieminen – Cammi Granato                          |
| 1994 | Manon Rhéaume                                                           | Thérèse Brisson – Kelly O’Leary                                         | Danielle Goyette – Riikka Nieminen – Karyn Bye                          |
| 1997 | Patricia Sautter                                                        | Cassie Campbell – Kelly O’Leary                                         | Cammi Granato – Riikka Nieminen – Hayley Wickenheiser                   |
| 1998 | keine Austragung aufgrund der Olympischen Winterspiele                  | keine Austragung aufgrund der Olympischen Winterspiele                  | keine Austragung aufgrund der Olympischen Winterspiele                  |
| 1999 | Sami Jo Small                                                           | Sue Merz – Kirsi Hänninen                                               | Hayley Wickenheiser – Jenny Schmidgall – Jayna Hefford                  |
| 2000 | keine Ernennung des All-Star-Teams                                      | keine Ernennung des All-Star-Teams                                      | keine Ernennung des All-Star-Teams                                      |
| 2001 | keine Ernennung des All-Star-Teams                                      | keine Ernennung des All-Star-Teams                                      | keine Ernennung des All-Star-Teams                                      |
| 2002 | keine Austragung aufgrund der Olympischen Winterspiele                  | keine Austragung aufgrund der Olympischen Winterspiele                  | keine Austragung aufgrund der Olympischen Winterspiele                  |
| 2003 | keine WM-Austragung aufgrund der SARS-Epidemie                          | keine WM-Austragung aufgrund der SARS-Epidemie                          | keine WM-Austragung aufgrund der SARS-Epidemie                          |
| 2004 | Pam Dreyer                                                              | Gunilla Andersson – Angela Ruggiero                                     | Jennifer Botterill – Natalie Darwitz – Jayna Hefford                    |
| 2005 | Natalja Trunowa                                                         | Cheryl Pounder – Angela Ruggiero                                        | Maria Rooth – Krissy Wendell – Hayley Wickenheiser                      |
| 2006 | keine Austragung aufgrund der Olympischen Winterspiele                  | keine Austragung aufgrund der Olympischen Winterspiele                  | keine Austragung aufgrund der Olympischen Winterspiele                  |
| 2007 | Kim St-Pierre                                                           | Delaney Collins – Angela Ruggiero                                       | Natalie Darwitz – Krissy Wendell – Hayley Wickenheiser                  |
| 2008 | Noora Räty                                                              | Julie Chu – Emma Laaksonen                                              | Natalie Darwitz – Jayna Hefford – Hayley Wickenheiser                   |
| 2009 | Jessie Vetter                                                           | Angela Ruggiero – Carla MacLeod                                         | Natalie Darwitz – Julie Chu – Michelle Karvinen                         |
| 2010 | keine Austragung aufgrund der Olympischen Winterspiele                  | keine Austragung aufgrund der Olympischen Winterspiele                  | keine Austragung aufgrund der Olympischen Winterspiele                  |
| 2011 | Zuzana Tomcíková                                                        | Meaghan Mikkelson – Caitlin Cahow                                       | Hilary Knight – Michelle Karvinen – Hayley Wickenheiser                 |
| 2012 | Florence Schelling                                                      | Gigi Marvin – Laura Fortino                                             | Monique Lamoureux-Kolls – Hayley Wickenheiser – Kelli Stack             |
| 2013 | Noora Räty                                                              | Meaghan Mikkelson – Catherine Ward                                      | Marie-Philip Poulin – Brianna Decker – Jennifer Wakefield               |
| 2014 | keine Austragung der Top-Division aufgrund der Olympischen Winterspiele | keine Austragung der Top-Division aufgrund der Olympischen Winterspiele | keine Austragung der Top-Division aufgrund der Olympischen Winterspiele |
| 2015 | Meeri Räisänen                                                          | Jenni Hiirikoski – Monique Lamoureux                                    | Hilary Knight – Brianna Decker – Natalie Spooner                        |
| 2016 | Meeri Räisänen                                                          | Jenni Hiirikoski – Monique Lamoureux                                    | Christine Hüni – Hilary Knight– Rebecca Johnston                        |
| 2017 | Noora Räty                                                              | Jenni Hiirikoski – Monique Lamoureux-Morando                            | Kendall Coyne – Brianna Decker – Marie-Philip Poulin                    |
| 2018 | keine Austragung der Top-Division aufgrund der Olympischen Winterspiele | keine Austragung der Top-Division aufgrund der Olympischen Winterspiele | keine Austragung der Top-Division aufgrund der Olympischen Winterspiele |
| 2019 | Noora Räty                                                              | Jenni Hiirikoski – Cayla Barnes                                         | Kendall Coyne Schofield – Hilary Knight – Michelle Karvinen             |
| 2020 | keine Austragung der Top-Division aufgrund der COVID-19-Pandemie        | keine Austragung der Top-Division aufgrund der COVID-19-Pandemie        | keine Austragung der Top-Division aufgrund der COVID-19-Pandemie        |
| 2021 | Anni Keisala                                                            | Lee Stecklein – Erin Ambrose                                            | Natalie Spooner – Petra Nieminen – Mélodie Daoust                       |
| 2022 | Klára Peslarová                                                         | Daniela Pejšová – Caroline Harvey                                       | Taylor Heise – Amanda Kessel – Sarah Fillier                            |
| 2023 | Emma Söderberg                                                          | Caroline Harvey – Renata Fast                                           | Sarah Fillier – Marie-Philip Poulin – Petra Nieminen                    |
| 2024 | Sanni Ahola                                                             | Renata Fast – Caroline Harvey                                           | Laila Edwards – Alex Carpenter – Natálie Mlýnková                       |